# Oncopagurus bicristatus
Oncopagurus bicristatus är en kräftdjursart som först beskrevs av Alphonse Milne-Edwards 1880.  Oncopagurus bicristatus ingår i släktet Oncopagurus och familjen Parapaguridae. Inga underarter finns listade i Catalogue of Life.